# Canaman
Canaman (Bayan ng Canaman) är en kommun i Filippinerna. Kommunen ligger på ön Luzon, och tillhör provinsen Camarines Sur. Folkmängden uppgår till 34 210 invånare år 2015.

## Bildgalleri

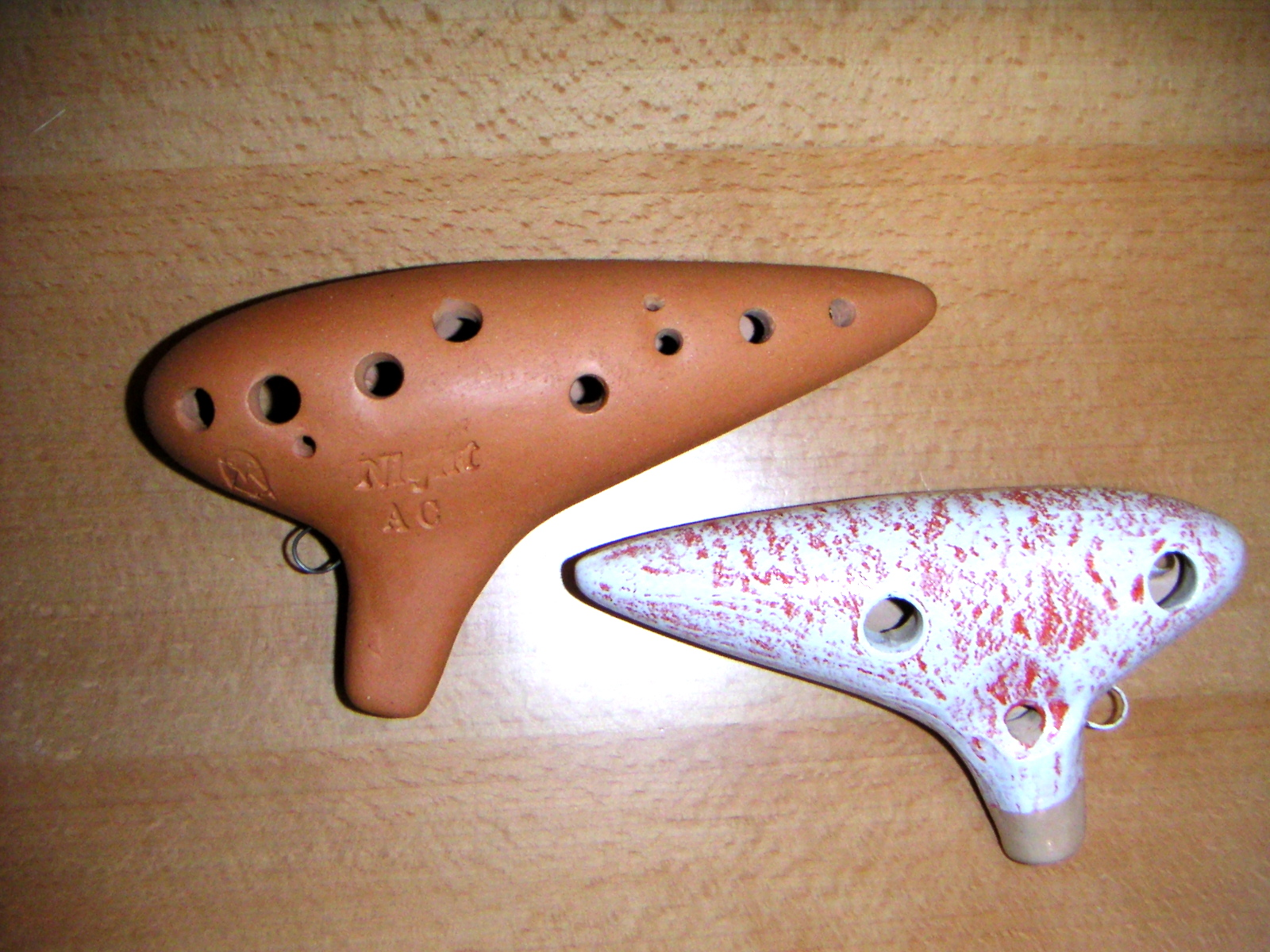

## Barangayer
Canaman är indelat i 24 barangayer.
| - Baras (Pob.) - Del Rosario - Dinaga (Pob.) - Fundado - Haring - Iquin - Linaga - Mangayawan - Palo - Pangpang (Pob.) - Poro - San Agustin | - San Francisco - San Jose East - San Jose West - San Juan - San Nicolas - San Roque - San Vicente - Santa Cruz (Pob.) - Santa Teresita - Sua - Talidtid - Tibgao (Pob.) |